# Marianne Lienau
Marianne Lienau (* 19. Dezember 1935 in Königsberg (Ostpreußen); † 24. April 2021) war eine deutsche Hörfunkredakteurin und -moderatorin, die hauptsächlich für den Westdeutschen Rundfunk (WDR) arbeitete.

## Wirken
Die 1935 in Königsberg geborene Marianne Lienau studierte Germanistik, Philosophie, Kunstgeschichte und Publizistik. Von 1962 bis 1997 arbeitete sie als Kulturredakteurin beim WDR-Hörfunk in Köln. Lienau war insbesondere bekannt durch die Sendereihe Kritisches Tagebuch im WDR-Hörfunk, die sie 1967 mitbegründete und viele Jahre moderierte. Auch die Sendereihe Neugier genügt in WDR5 geht auf sie zurück. Von 1989 bis 1994 war sie Hörfunkkorrespondentin im Auftrag des WDR und NDR in Rom. Ihre Beiträge waren oft geprägt von ungewöhnlichen Sichtweisen auf zuvor wenig beachtete Themen.

## Schriften
- Wolf Dieter Ruppel, Joachim Besser, Marianne Lienau: ZeitZeichen. Zeitgeschichte 1. Europäische Verlags-Anstalt, Köln 1977, ISBN 3-434-00602-8
- Marianne Lienau: ZeitZeichen Frauen. Europäische Verlags-Anstalt, Köln 1978, ISBN 3-434-00602-8
- Marianne Lienau, Mario Nordio: Anche noi in Arcadia … ma tedeschi e italiani hanno ancora molte cose da discutere: una conversazione tra Marianne Lienau (Colonia) e Mario Nordio (Roma). In: „… finalmente in questa capitale del mondo!“, Rom 1997, ISBN 88-86291-21-3 (S. 184–199).